# Monte Stivo
Il Monte Stivo è una montagna delle Prealpi Bresciane e Gardesane alta 2054 m, situata nella parte meridionale del Trentino, fra Arco e Rovereto.

## Toponimo
Vi sono due etimologie ipotizzabili riguardo al nome Stivo: 
- una ne prevede la derivazione dal tedesco Stief (derivante a sua volta dal latino obstipus), che significa ripido;
- un'altra ipotizza la derivazione da aestivus, ovvero "monte per il pascolo estivo"[1].

## Descrizione

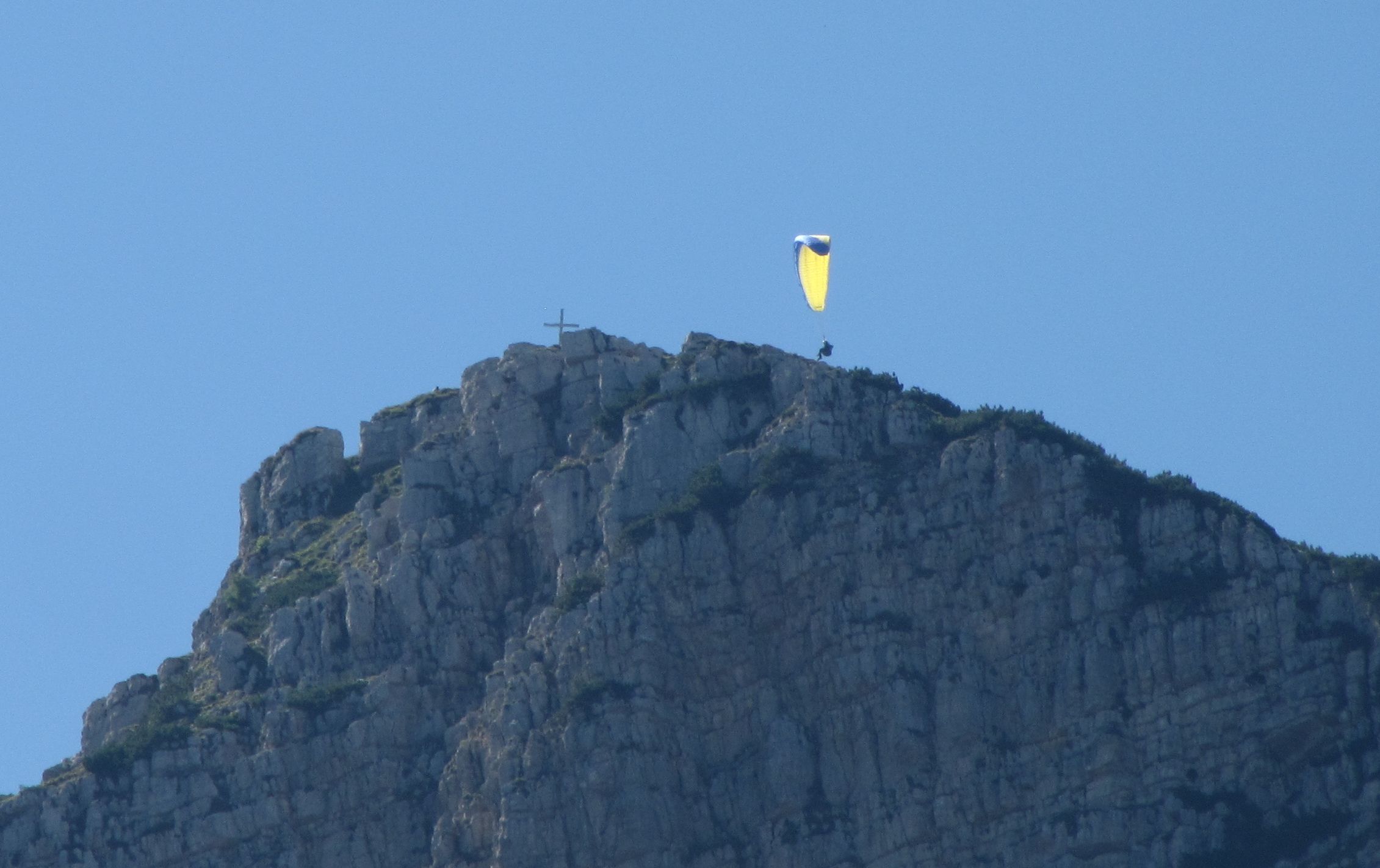
La cima del monte Stivo vista da est.

Il versante est presenta una parete rocciosa che termina in una ripida sequenza di massi e sassi, chiamata dagli abitanti del posto gerom.
A quota 2012 metri si trova il Rifugio Stivo Prospero Marchetti, dedicato al primo presidente della SAT.
Sulla sommità, appena al di sotto della vetta, è installato un punto panoramico a 360 gradi dal quale si possono ammirare, oltre alle maggiori montagne delle Alpi Orientali (Marmolada, Adamello, Presanella, Piz Boè, Gran Pilastro, ecc.) anche scorci sul bacino benacense e, nei giorni più tersi, sulla pianura veneta verso Venezia.
La cima è raggiungibile grazie a un buon numero di sentieri che partono da ogni versante della montagna.
Il monte Stivo è riconoscibile guardando verso le alpi, nel punto in cui il lago di Garda lascia uno spazio vuoto tra le montagne (quindi stando a una posizione che segue geograficamente la sua inclinazione), poiché la sua altezza ne impedisce l'avvistamento se davanti vi sono le prealpi che non è difficile che raggiungano o addirittura (come nel caso del monte Baldo) superino la sua altezza.
Nelle giornate più limpide, esso è visibile anche da città come Cremona e persino da alcune cime dell'appennino piacentino.

## Fauna
Sui versanti orientali ed occidentali dello Stivo, così come di tutta la catena, è possibile osservare la tipica fauna alpina: camosci, caprioli, lepri, marmotte e galli cedroni. Da alcuni anni sembra diventata costante la presenza di una popolazione di orsi.
Da qualche anno è possibile scorgere regolarmente nei cieli della catena (che arriva fino al Monte Bondone) una coppia di aquile con uno/due piccoli.

## Sport
Il Monte Stivo appare particolarmente adatto per coloro che praticano volo libero (parapendio).